# Fanebånd
Et fanebånd – eller for rytterregimenter estandartbånd – er et rødt bånd, som hæftes på en militær fane eller estandart for at hædre en god indsats af enheden. Fanebåndene tildeles af regenten, og har en tekst, som angiver slag og tidspunkt for indsatsen.
Det seneste kongeligt tildelte fanebånd er tildelt Den Kongelige Livgarde i 1986 for indsatsen på "Amalienborg 9. april 1940".
I forbindelse med Dannebrogs 800 års jubilæum, udleverede Danmarks-Samfundet faner til alle faner der deltog i fejringen, med teksten "Dannebrog 800 år 1219-2019".[kilde mangler]
 Denne artikel omhandler overvejende eller alene danske forhold. Hjælp gerne med at gøre artiklen mere almen.